# Partido Fascista Mexicano
El Partido Fascista Mexicano (PFM) fue un partido político que se formó en México en 1922, que se basaba oficialmente en el fascismo italiano. El partido fue fundado por Gustavo Sáenz de Sicilia. Fue formado en gran parte por grupos opositores a las políticas de la Revolución mexicana de la clase media urbana y rural que se oponían al socialismo y a la reforma agraria que vieron el fascismo como una alternativa. La base del partido de los seguidores era en gran parte conservadora y antirrevolucionaria.

## Historia
El partido fue visto con consternación por los fascistas italianos, con el embajador de Italia en 1923, afirmando que "Este partido no era otra cosa que una mala imitación de la nuestra, y no poseen las causas de origen y las finalidades de la misma. Es, de hecho, asumió el aspecto de un movimiento político que tiende a reunir en el conjunto del viejo país las fuerzas conservadoras y católicas dispersas por la revolución, y formar, de este modo, un partido claramente opuestos al gobierno actual".

## Disolución
El PFM se disolvió en 1924, sus militantes formaron la Confederación de la Clase Media, un grupo contrarrevolucionario de corte católico y conservador contraria al cardenismo, donde apoyaron de manera activa y directa la rebelión de Saturnino Cedillo. Años después algunos de sus militantes pasaron a formar parte de la Unión Nacional Sinarquista, una organización ultranacionalista de ultraderecha con una base ideológica más sólida y propia, con principios de doctrina mejor definidos.